# Páris László
Páris László (Világos, 1898. szeptember 13. – Budapest, 1964. március 14.) jogász, közgazdász.

## Életpályája
A budapesti egyetemen 1922-ben államtudományi, 1925-ben jogtudományi doktori diplomát szerzett. 1921-től ügyvédjelölt volt. 1926-tól a budapesti ítélőtáblánál bírósági fogalmazóként dolgozott. 1934–1947 között – megszakításokkal – az egészségügyi igazgatás területén dolgozott. Politikai magatartása miatt 1944. márciusában állásából leváltották. 1944. októberében letartóztatták, és a Sopronkőhidai Fegyház és Börtönból a mauthauseni koncentrációs táborba, majd gschaidi internáló táborba került. 1945. májusában hazajött. 1946-tól a népjóléti minisztérium, 1947-től a külügyminisztérium elnöki főosztályának vezetője volt. 1948–1949 között a moszkvai követség első tanácsosaként tevékenykedett. 1949-ben a Központi Döntőbizottság döntőbírája volt. 1950-től az Országos Tervhivatalban működött. 1952–1964 között a Központi Döntőbizottság elnöke volt.
1945 után részt vett az ország egészségügyi szolgálatának újjászervezésében. Nevéhez köthető az ország döntőbizottsági szervezetének kialakítása, valamint a szállítási szerződési rendszerrel kapcsolatos legtöbb anyagi és alaki jogszabály, továbbá a Központi Döntőbizottság elvi határozatai jelentős részének megalkotása.
Sírja a Farkasréti temetőben található.

## Családja
Szülei: Páris Gábor és Hőnig Antónia voltak. 1922. március 26-án, Budapesten házasságot kötött Wieselmann Erzsébettel.

## Kapcsolódó szócikk
- Töreky Géza